# Copa Federación de Santa Fe 2013
La Copa Federación 2013 fue la séptima edición de esa competición oficial, organizada por la Federación Santafesina de Fútbol, en la que participan equipos representantes de las 19 ligas afiliadas a dicha federación.
A partir de esta edición, la competencia se disputó enteramente en formato de eliminación directa, sistema que se mantendría hasta el año 2025.
Consagró campeón al Polideportivo Puerto General San Martín, club afiliado a la Liga Regional Sanlorencina de Fútbol, que logró de esta manera su primer título. Este sería su último logro deportivo antes de fusionarse en septiembre del mismo año con el recién fundado Puerto San Martín Fútbol, institución que en años posteriores participaría en torneos de AFA y la Copa Santa Fe.

## Sistema de disputa
Los 16 equipos participantes disputaron una serie de eliminatorias a ida y vuelta, hasta consagrar al campeón. El torneo estuvo compuesto por cuatro etapas: octavos de final, cuartos de final, semifinales y final. Si una serie finalizó empatada en el global, se definió por penales.

## Equipos participantes
| Liga                                             | Equipo                                             | Ciudad                                | Departamento            |
| ------------------------------------------------ | -------------------------------------------------- | ------------------------------------- | ----------------------- |
| Asociación Rosarina de Fútbol Sin equipos        |                                                    |                                       |                         |
| Liga Cañadense de Fútbol 1 equipo                | Sportivo Las Parejas                               | Las Parejas                           | Castellanos             |
| Liga Casildense de Fútbol Sin equipos            |                                                    |                                       |                         |
| Liga de Fútbol Regional del Sud Sin equipos      |                                                    |                                       |                         |
| Liga Departamental de Fútbol San Martín 1 equipo | Atlético San Jorge                                 | San Jorge                             | San Martín              |
| Liga Deportiva del Sur 2 equipos                 | Blanco y Negro Los Andes                           | Alcorta                               | Constitución            |
| Liga Esperancina de Fútbol 1 equipo              | Juventud                                           | Esperanza                             | Las Colonias            |
| Liga Galvense de Fútbol 2 equipos                | Atlético Casas Barrio Oeste                        | Casas Gálvez                          | San Martín San Jerónimo |
| Liga Interprovincial de Fútbol Sin equipos       |                                                    |                                       |                         |
| Liga Ocampense de Fútbol 2 equipos               | Tiro Federal Ex Alumnos                            | Las Toscas San Antonio de Obligado    | General Obligado        |
| Liga Rafaelina de Fútbol Sin equipos             |                                                    |                                       |                         |
| Liga Reconquistense de Fútbol 1 equipo           | Romang FC                                          | Romang                                | San Javier              |
| Liga Regional Ceresina de Fútbol 1 equipo        | Atlético Tostado                                   | Tostado                               | Nueve de Julio          |
| Liga Regional Paivense de Fútbol Sin equipos     |                                                    |                                       |                         |
| Liga Regional Sanlorencina de Fútbol 2 equipos   | Polideportivo PGSM Defensores Remedios de Escalada | Puerto General San Martín San Lorenzo | San Lorenzo             |
| Liga Regional Totorense de Fútbol 2 equipos      | Defensores de Centeno Atlético San Genaro          | Centeno San Genaro                    | San Jerónimo            |
| Liga Santafesina de Fútbol 1 equipo              | Colón                                              | Santa Fe                              | La Capital              |
| Liga Venadense de Fútbol Sin equipos             |                                                    |                                       |                         |
| Liga Verense de Fútbol Sin equipos               |                                                    |                                       |                         |

## Fase eliminatoria

### Cuadro de desarrollo
|  | Octavos de final            | Octavos de final            | Octavos de final            | Octavos de final            |   |                           | Cuartos de final   | Cuartos de final   | Cuartos de final   | Cuartos de final   |  |                    | Semifinales                 | Semifinales                 | Semifinales                 | Semifinales                 |  |                  | Final            | Final            | Final            | Final            |  |
|  | 24 de enero al 3 de febrero | 24 de enero al 3 de febrero | 24 de enero al 3 de febrero | 24 de enero al 3 de febrero |   |                           | 7 al 24 de febrero | 7 al 24 de febrero | 7 al 24 de febrero | 7 al 24 de febrero |  |                    | 24 de febrero al 5 de marzo | 24 de febrero al 5 de marzo | 24 de febrero al 5 de marzo | 24 de febrero al 5 de marzo |  |                  | 10 y 17 de marzo | 10 y 17 de marzo | 10 y 17 de marzo | 10 y 17 de marzo |  |
|  |                             |                             |                             |                             |   |                           |                    |                    |                    |                    |  |                    |                             |                             |                             |                             |  |                  |                  |                  |                  |                  |  |
|  |                             |                             |                             |                             |   |                           |                    |                    |                    |                    |  |                    |                             |                             |                             |                             |  |                  |                  |                  |                  |                  |  |
|  | Juventud (Esperanza)        | 0                           | 0                           | 0                           |   |                           |                    |                    |                    |                    |  |                    |                             |                             |                             |                             |  |                  |                  |                  |                  |                  |  |
|  | Juventud (Esperanza)        | 0                           | 0                           | 0                           |   |                           |                    |                    |                    |                    |  |                    |                             |                             |                             |                             |  |                  |                  |                  |                  |                  |  |
|  | Colón (SF)                  | 6                           | 2                           | 8                           |   |                           |                    |                    |                    |                    |  |                    |                             |                             |                             |                             |  |                  |                  |                  |                  |                  |  |
|  | Colón (SF)                  | 6                           | 2                           | 8                           |   | Colón (SF)                | 1                  | 1                  | 2                  |                    |  |                    |                             |                             |                             |                             |  |                  |                  |                  |                  |                  |  |
|  |                             |                             |                             |                             |   | Colón (SF)                | 1                  | 1                  | 2                  |                    |  |                    |                             |                             |                             |                             |  |                  |                  |                  |                  |                  |  |
|  |                             |                             | Sportivo Las Parejas        | 1                           | 2 | 3                         |                    |                    |                    |                    |  |                    |                             |                             |                             |                             |  |                  |                  |                  |                  |                  |  |
|  | Atlético San Jorge          | 0                           | Sportivo Las Parejas        | 1                           | 2 | 3                         | 2                  | 2                  |                    |                    |  |                    |                             |                             |                             |                             |  |                  |                  |                  |                  |                  |  |
|  | Atlético San Jorge          | 0                           |                             |                             |   |                           |                    |                    |                    |                    |  |                    |                             |                             |                             |                             |  |                  |                  |                  |                  |                  |  |
|  | Sportivo Las Parejas        | 3                           | 3                           | 6                           |   |                           |                    |                    |                    |                    |  |                    |                             |                             |                             |                             |  |                  |                  |                  |                  |                  |  |
|  | Sportivo Las Parejas        | 3                           | 3                           | 6                           |   |                           |                    |                    |                    |                    |  | Atlético Tostado   | 0                           | 3                           | 3                           |                             |  |                  |                  |                  |                  |                  |  |
|  |                             |                             |                             |                             |   |                           |                    |                    |                    |                    |  | Atlético Tostado   | 0                           | 3                           | 3                           |                             |  |                  |                  |                  |                  |                  |  |
|  |                             |                             | Sportivo Las Parejas        | 1                           | 1 | 2                         |                    |                    |                    |                    |  |                    |                             |                             |                             |                             |  |                  |                  |                  |                  |                  |  |
|  | Ex Alumnos (SAO)            | 1                           | Sportivo Las Parejas        | 1                           | 1 | 2                         | 2                  | 3                  |                    |                    |  |                    |                             |                             |                             |                             |  |                  |                  |                  |                  |                  |  |
|  | Ex Alumnos (SAO)            | 1                           |                             |                             |   |                           |                    |                    |                    |                    |  |                    |                             |                             |                             |                             |  |                  |                  |                  |                  |                  |  |
|  | Romang FC                   | 4                           | 0                           | 4                           |   |                           |                    |                    |                    |                    |  |                    |                             |                             |                             |                             |  |                  |                  |                  |                  |                  |  |
|  | Romang FC                   | 4                           | 0                           | 4                           |   | Atlético Tostado          | 2                  | 2                  | 4                  |                    |  |                    |                             |                             |                             |                             |  |                  |                  |                  |                  |                  |  |
|  |                             |                             |                             |                             |   | Atlético Tostado          | 2                  | 2                  | 4                  |                    |  |                    |                             |                             |                             |                             |  |                  |                  |                  |                  |                  |  |
|  |                             |                             | Romang FC                   | 1                           | 2 | 3                         |                    |                    |                    |                    |  |                    |                             |                             |                             |                             |  |                  |                  |                  |                  |                  |  |
|  | Atlético Tostado (p.)       | 2                           | Romang FC                   | 1                           | 2 | 3                         | 1                  | 3 (7)              |                    |                    |  |                    |                             |                             |                             |                             |  |                  |                  |                  |                  |                  |  |
|  | Atlético Tostado (p.)       | 2                           |                             |                             |   |                           |                    |                    |                    |                    |  |                    |                             |                             |                             |                             |  |                  |                  |                  |                  |                  |  |
|  | Tiro Federal (LT)           | 2                           | 1                           | 3 (6)                       |   |                           |                    |                    |                    |                    |  |                    |                             |                             |                             |                             |  |                  |                  |                  |                  |                  |  |
|  | Tiro Federal (LT)           | 2                           | 1                           | 3 (6)                       |   |                           |                    |                    |                    |                    |  |                    |                             |                             |                             |                             |  | Atlético Tostado | 1                | 1                | 2                |                  |  |
|  |                             |                             |                             |                             |   |                           |                    |                    |                    |                    |  |                    |                             |                             |                             |                             |  | Atlético Tostado | 1                | 1                | 2                |                  |  |
|  |                             |                             | Polideportivo PGSM          | 1                           | 2 | 3                         |                    |                    |                    |                    |  |                    |                             |                             |                             |                             |  |                  |                  |                  |                  |                  |  |
|  | Blanco y Negro (A)          | 1                           | Polideportivo PGSM          | 1                           | 2 | 3                         | 2                  | 3                  |                    |                    |  |                    |                             |                             |                             |                             |  |                  |                  |                  |                  |                  |  |
|  | Blanco y Negro (A)          | 1                           |                             |                             |   |                           |                    |                    |                    |                    |  |                    |                             |                             |                             |                             |  |                  |                  |                  |                  |                  |  |
|  | Def. Remedios de Escalada   | 4                           | 2                           | 6                           |   |                           |                    |                    |                    |                    |  |                    |                             |                             |                             |                             |  |                  |                  |                  |                  |                  |  |
|  | Def. Remedios de Escalada   | 4                           | 2                           | 6                           |   | Def. Remedios de Escalada | 1                  | 0                  | 1                  |                    |  |                    |                             |                             |                             |                             |  |                  |                  |                  |                  |                  |  |
|  |                             |                             |                             |                             |   | Def. Remedios de Escalada | 1                  | 0                  | 1                  |                    |  |                    |                             |                             |                             |                             |  |                  |                  |                  |                  |                  |  |
|  |                             |                             | Polideportivo PGSM          | 2                           | 0 | 2                         |                    |                    |                    |                    |  |                    |                             |                             |                             |                             |  |                  |                  |                  |                  |                  |  |
|  | Polideportivo PGSM          | 4                           | Polideportivo PGSM          | 2                           | 0 | 2                         | 4                  | 8                  |                    |                    |  |                    |                             |                             |                             |                             |  |                  |                  |                  |                  |                  |  |
|  | Polideportivo PGSM          | 4                           |                             |                             |   |                           |                    |                    |                    |                    |  |                    |                             |                             |                             |                             |  |                  |                  |                  |                  |                  |  |
|  | Los Andes (A)               | 2                           | 0                           | 2                           |   |                           |                    |                    |                    |                    |  |                    |                             |                             |                             |                             |  |                  |                  |                  |                  |                  |  |
|  | Los Andes (A)               | 2                           | 0                           | 2                           |   |                           |                    |                    |                    |                    |  | Polideportivo PGSM | 4                           | 2                           | 6                           |                             |  |                  |                  |                  |                  |                  |  |
|  |                             |                             |                             |                             |   |                           |                    |                    |                    |                    |  | Polideportivo PGSM | 4                           | 2                           | 6                           |                             |  |                  |                  |                  |                  |                  |  |
|  |                             |                             | Atlético Casas              | 1                           | 0 | 1                         |                    |                    |                    |                    |  |                    |                             |                             |                             |                             |  |                  |                  |                  |                  |                  |  |
|  | Defensores de Centeno       | 0                           | Atlético Casas              | 1                           | 0 | 1                         | 0                  | 0                  |                    |                    |  |                    |                             |                             |                             |                             |  |                  |                  |                  |                  |                  |  |
|  | Defensores de Centeno       | 0                           |                             |                             |   |                           |                    |                    |                    |                    |  |                    |                             |                             |                             |                             |  |                  |                  |                  |                  |                  |  |
|  | Atlético Casas              | 1                           | 0                           | 1                           |   |                           |                    |                    |                    |                    |  |                    |                             |                             |                             |                             |  |                  |                  |                  |                  |                  |  |
|  | Atlético Casas              | 1                           | 0                           | 1                           |   | Barrio Oeste (G)          | 2                  | 3                  | 5                  |                    |  |                    |                             |                             |                             |                             |  |                  |                  |                  |                  |                  |  |
|  |                             |                             |                             |                             |   | Barrio Oeste (G)          | 2                  | 3                  | 5                  |                    |  |                    |                             |                             |                             |                             |  |                  |                  |                  |                  |                  |  |
|  |                             |                             | Atlético Casas              | 3                           | 3 | 6                         |                    |                    |                    |                    |  |                    |                             |                             |                             |                             |  |                  |                  |                  |                  |                  |  |
|  | Barrio Oeste (G)            | 4                           | Atlético Casas              | 3                           | 3 | 6                         | 2                  | 6                  |                    |                    |  |                    |                             |                             |                             |                             |  |                  |                  |                  |                  |                  |  |
|  | Barrio Oeste (G)            | 4                           |                             |                             |   |                           |                    |                    |                    |                    |  |                    |                             |                             |                             |                             |  |                  |                  |                  |                  |                  |  |
|  | Atlético San Genaro         | 1                           | 0                           | 1                           |   |                           |                    |                    |                    |                    |  |                    |                             |                             |                             |                             |  |                  |                  |                  |                  |                  |  |
|  | Atlético San Genaro         | 1                           | 0                           | 1                           |   |                           |                    |                    |                    |                    |  |                    |                             |                             |                             |                             |  |                  |                  |                  |                  |                  |  |
|  |                             |                             |                             |                             |   |                           |                    |                    |                    |                    |  |                    |                             |                             |                             |                             |  |                  |                  |                  |                  |                  |  |

- Nota: En cada llave, el equipo que ocupa la primera línea es el que define la serie como local.

### Octavos de final
| Fechas                     | Local en la ida           | Global       | Local en la vuelta            | Ida | Vuelta |
| -------------------------- | ------------------------- | ------------ | ----------------------------- | --- | ------ |
| 26 de enero y 2 de febrero | Colón (Santa Fe)          | 8:0          | Juventud (Esperanza)          | 6:0 | 2:0    |
| 24 y 30 de enero           | Sportivo Las Parejas      | 6:2          | Atlético San Jorge            | 3:0 | 3:2    |
| 27 de enero y 3 de febrero | Romang FC                 | 4:3          | Ex Alumnos (S.A. de Obligado) | 4:1 | 0:2    |
| 27 de enero y 3 de febrero | Tiro Federal (Las Toscas) | 3:3 (6:7 p.) | Atlético Tostado              | 2:2 | 1:1    |
| 27 de enero y 3 de febrero | Def. Remedios de Escalada | 6:3          | Blanco y Negro (Alcorta)      | 4:1 | 2:2    |
| 27 de enero y 3 de febrero | Los Andes (Alcorta)       | 2:8          | Polideportivo PGSM            | 2:4 | 0:4    |
| 27 de enero y 3 de febrero | Atlético Casas            | 1:0          | Defensores de Centeno         | 1:0 | 0:0    |
| 27 de enero y 1 de febrero | Atlético San Genaro       | 1:6          | Barrio Oeste (Gálvez)         | 1:4 | 0:2    |

### Cuartos de final
| Fechas             | Local en la ida      | Global | Local en la vuelta        | Ida | Vuelta |
| ------------------ | -------------------- | ------ | ------------------------- | --- | ------ |
| 7 y 24 de febrero  | Sportivo Las Parejas | 3:2    | Colón (Santa Fe)          | 1:1 | 2:1    |
| 10 y 17 de febrero | Romang FC            | 3:4    | Atlético Tostado          | 1:2 | 2:2    |
| 10 y 20 de febrero | Polideportivo PGSM   | 2:1    | Def. Remedios de Escalada | 2:1 | 0:0    |
| 10 y 20 de febrero | Atlético Casas       | 6:5    | Barrio Oeste (Gálvez)     | 3:2 | 3:3    |

### Semifinales
| Fechas                     | Local en la ida      | Global | Local en la vuelta | Ida | Vuelta |
| -------------------------- | -------------------- | ------ | ------------------ | --- | ------ |
| 1 y 5 de marzo             | Sportivo Las Parejas | 2:3    | Atlético Tostado   | 1:0 | 1:3    |
| 24 de febrero y 3 de marzo | Atlético Casas       | 1:6    | Polideportivo PGSM | 1:4 | 0:2    |

### Final
| Fechas           | Local en la ida    | Global | Local en la vuelta | Ida | Vuelta |
| ---------------- | ------------------ | ------ | ------------------ | --- | ------ |
| 10 y 17 de marzo | Polideportivo PGSM | 3:2    | Atlético Tostado   | 1:1 | 2:1    |

|                                        |
|                                        |
| Campeón Polideportivo PGSM 1.er título |